# 香川県道17号府中造田線
香川県道17号府中造田線（かがわけんどう17ごう ふちゅうそうだせん）は、香川県坂出市から仲多度郡まんのう町に至る県道（主要地方道）である。

## 概要

### 路線データ
- 起点：坂出市府中町（香川県道33号高松善通寺線交点）
- 終点：仲多度郡まんのう町造田（国道438号交点）

## 歴史
- 1993年（平成5年）5月11日 - 建設省から、県道府中琴南線が府中琴南線として主要地方道に指定される[1]。

## 重複区間
- 香川県道282号高松琴平線（綾歌郡綾川町陶・的場交差点 - 綾南中学校西交差点）
- 国道377号（綾歌郡綾川町山田下・大柳交差点 - 長田交差点）

## 地理

### 通過する自治体
- 坂出市
- 綾歌郡綾川町
- 仲多度郡まんのう町

### 交差する道路
- 香川県道33号高松善通寺線（香川県坂出市府中町・前谷交差点、起点）
- 香川県道183号綾川国分寺線（香川県綾歌郡綾川町陶（すえ）・丸山西交差点）
- 国道32号（香川県綾歌郡綾川町陶・陶交差点）
- 香川県道282号高松琴平線（香川県綾歌郡綾川町陶・的場交差点）
- 香川県道282号高松琴平線（香川県綾歌郡綾川町陶・綾南中学校西交差点）
- 香川県道278号綾歌綾川線（香川県綾歌郡綾川町山田下・山田下交差点）
- 国道377号（香川県綾歌郡綾川町山田下・大柳交差点）
- 国道377号（香川県綾歌郡綾川町山田下・長田交差点）
- 香川県道182号千疋西分線（香川県綾歌郡綾川町西分・山角）
- 香川県道265号枌所西造田線（香川県仲多度郡まんのう町造田）
- 香川県道185号造田滝宮線（香川県仲多度郡まんのう町造田）
- 国道438号（香川県仲多度郡まんのう町造田・内田交差点、終点）